# ニューバランスチャンピオンシップ
ニューバランスチャンピオンシップは、高校サッカーの大会。

## 概要
16歳以下を対象とした高校サッカーの大会である。更なる成長を目指す高校サッカー選手が勝負する場を作りたいという想いから、2016年よりニューバランスの主催で行われている大会である。
この大会は毎年夏に時之栖スポーツセンターで3日間にわたって行われる。参加するのは32校で、この32校がまず8ブロックに分けられての予選リーグで試合が行われる。そこから勝ち抜いた8校での準々決勝からが行われ優勝校が決められる。
2016年は青森山田高等学校が優勝。2017年と2018年は昌平高等学校が優勝。2019年は飯塚高等学校が優勝。
2022年の大会は9月19日に決勝が行われ、矢板中央高等学校が流通経済大学付属柏高等学校に勝ち優勝。
2023年の大会は9月18日に決勝が行われ、飯塚高等学校が東海大学付属高輪台高等学校に勝ち優勝。
2024年の大会は9月16日に決勝が行われ、上越高等学校が飯塚高等学校に勝ち優勝。